# 2021 en chimie
Cet article présente les faits marquants de l'année 2021 en chimie.

## Évènements
- 53ème Olympiades Internationales de Chimie, organisées à Osaka au Japon du 24 juillet au 2 août[1].

## Prix
- Prix Nobel de chimie : Benjamin List et David MacMillan pour  le développement de l'organocatalyse asymétrique[2],[3].
- Prix Wolf de chimie : Leslie Leiserowitz et Meir Lahav « pour avoir établi collaborativement les influences réciproques fondamentales de la structure moléculaire tridimensionnelle sur les structures des cristaux organiques. »[4]
- Prix Procter & Gamble : Emily A. Weiss[5]
- Médaille Garvan-Olin : Carol Burns[6]
- Prix Ernest-Guenther : Bradley S. Moore[7],[8]
- ACS Award in Pure Chemistry : Rebekka Klausen[9]
- Arthur C. Cope Award : John Hartwig[10]
- Prix Irving-Langmuir : Jacob Klein[11]
- Médaille Priestley : Paul Alivisatos[12],[13]
- Médaille Davy : Malcolm Levitt pour ses contributions à la théorie et à la méthodologie de la résonance magnétique nucléaire, y compris les impulsions compositions, le recouplage basé sur la symétrie, les états de spin nucléaire à longue durée de vie et l'étude des endofullerènes par spectroscopies électromagnétiques et diffusion de neutrons[14],[15]..
- Grand prix Émile-Jungfleisch : Jean-Antoine Rodriguez[16]
- Prix Alfred-Bader : Bruce Arndtsen[17]
- Grand prix Félix-Trombe : Marie-Hélène Gramatikoff[18]

- Grand prix Pierre-Süe : Hélène Bourbigou-Olivier[19]
- Grand prix Achille-Le-Bel : Anne-Marie Caminade[20]
- Faraday Lectureship : Laura Gagliardi[21]
- Claude S. Hudson Award in Carbohydrate Chemistry : Peng G. Wang et Yukishige Ito[22]

## Décès
- 28 janvier[23] : Paul Josef Crutzen (né en 1933), météorologue et chimiste de l'atmosphère néerlandais.
- 26 février[24] : Ronald Gillespie (né en 1924), chimiste britannique.
- 4 mars[25] : Roger Coekelbergs (né en 1921), chimiste belge.
- 22 avril[26] : Mirosław Handke (né en 1946), chimiste polonais.
- 6 juin[27],[28] : Ei-ichi Negishi (né en 1935), chimiste américain d'origine japonaise et corécipiendaire du prix Nobel de chimie de 2010 avec Richard Heck et Akira Suzuki[29],[3].